# Dr. Cyclops
 Dr. Cyclops és una pel·lícula estatunidenca dirigida per Ernest B. Schoedsack el 1939, estrenada el 1940.

## Argument
Des de fa dos anys, el doctor Thorkel porta misterioses recerques sobre l'estructura molecular, en un laboratori en el fons de la jungla amazònica. Un col·lega, el doctor Bulfinch, arriba dels Estats Units per secundar-lo, ajudat per la doctora Mary Robinson i per l'enginyer de mines Bill Stockton. El miner Steve Baker els guia fins al laboratori de Thorkel. Aquest, reticent a lliurar el resultat dels seus treballs, els revela no obstant això el descobriment sobre el terreny d'un ric jaciment d'urani, del qual ha pogut extreure radi, indispensable pel funcionament del seu invent, una màquina destinada a reduir la talla dels éssers vius. Després de diversos tests sobre animals, queda experimentar l'artefacte sobre humans...

## Repartiment
- Albert Dekker: Dr. Thorkel
- Thomas Coley: Bill Stockton
- Janice Logan: Dr. Mary Robinson
- Charles Halton: Dr. Bulfinch
- Victor Kilian: Steve Baker
- Frank Yaconelli: Pedro
- Paul Fix: Dr. Mendoza
- Frank Reicher: Professor Kendall

## Nominacions
- 1941. Oscar als millors efectes visuals per Farciot Edouart i Gordon Jennings.